# In Wrong
In Wrong è un film muto del 1919 diretto da James Kirkwood.

## Trama
Johnny Spivins, un camionista che lavora nel settore agricolo, è innamorato di Millie, la figlia della signora Fields che, per vivere, gestisce in paese una piccola pensione. Quando Millie sembra interessarsi a Morgan Coleman, uno dei pensionanti venuto da New York per una breve vacanza, Johhny cerca lavoro in banca. Ma il presidente della banca, irritato perché non gli sono stati consegnati i generi alimentari ordinati, rifiuta di assumere il camionista. Un giorno, la canoa dove si trova Millie si rovescia e la ragazza finisce nel fiume. Johnny sta per salvarla, ma - dal ponte - si tuffa Morgan che lo anticipa e si prende tutto il merito del salvataggio, osannato come un eroe dai concittadini di Johnny che vede in mezzo a questi pure sua madre.
Ritenendosi ormai sconfitto, Johnny decide di lasciare la città per andare a cercar fortuna altrove. Sulla strada, però, si imbatte in due rapinatori di banche: armato di forcone, dopo averli catturati li conduce in città, dove li consegna alla legge. Ora è lui l'eroe della giornata: surclassato il rivale, non solo conquista il cuore di Molly, ma viene assunto anche in banca.

## Produzione
Il film fu prodotto dalla Jack Pickford Film Company.

## Distribuzione
Distribuito dalla First National Exhibitors' Circuit, il film uscì nelle sale cinematografiche USA il 19 ottobre 1919.